# وین لاک (واشینگتن)
وین لاک (به انگلیسی: Winlock) شهری در شهرستان لوئیس ایالت واشنگتن است که در سرشماری سال ۲۰۱۰ میلادی، ۱۳۳۹ نفر جمعیت داشته است.